# Матисьлуд
Матисьлу́д (рос. Матысьлуд) — присілок в Кезькому районі Удмуртії, Росія.
Населення — 19 осіб (2010; 55 в 2002).
Національний склад станом на 2002 рік:
- удмурти — 98 %

Урбаноніми:
- вулиці — Ставкова